# بندقية بي-10 عديمة الارتداد
البندقية بي-10 عديمة الارتداد أو RG82 في ألمانيا الشرقية) هي بندقية عديمة الارتداد ذات تجويف أملس عيار 85 ملم من إنتاج الاتحاد السوفيتي. يمكن تثبيتها على الجزء الخلفي من ناقلة الجنود المدرعة طراز بي تي آر-50. وهي تعد تطويراً لبندقية إس بي جي-82 السابقة، ودخلت الخدمة السوفيتية خلال 1954. وخرجت من الخدمة في الجيش السوفيتي في الستينيات تدريجياً ليجل محلها البندقية إس بي جي-9، لكنها ظلت في الخدمة مع وحدات المظلات حتى الثمانينيات على الأقل. على الرغم من أنه عفا عليها الزمن حالياً، فقد استخدمتها العديد من البلدان خلال الحرب الباردة.